# Élie Ducommun
Élie Ducommun (ur. 19 lutego 1833 w Genewie, zm. 7 grudnia 1906 w Bernie) – szwajcarski działacz polityczny, publicysta, laureat Pokojowej Nagrody Nobla za rok 1902.
Studiował w Genewie, następnie podjął pracę prywatnego nauczyciela w bogatej rodzinie w Saksonii. Pracował także w szkolnictwie publicznym. Od 1855 roku był dziennikarzem, związanym z redakcjami pism genewskich („Revue the Geneve”), później w Bernie („Der Fortschritt”, wydawane także w języku francuskim jako „Progres”; „Helvetie”). Redagował pismo współzakładanej przez siebie w 1867 Międzynarodowej Ligi na rzecz Pokoju i Wolności „Les Etats-Unis d'Europe”, a także biuletyn Międzynarodowego Stałego Biura Pokoju. Przez pewien czas pracował również jako sekretarz generalny kompanii Kolei Jurajsko-Simplońskiej (do 1903).
Był aktywistą politycznym; zasiadał w Wielkiej Radzie w Genewie (1856–1865), pełniąc funkcje wicekanclerza i kanclerza rządu lokalnego, potem także w Wielkiej Radzie w Bernie (1865–1874). Od 1891 pełnił funkcję honorowego sekretarza generalnego Międzynarodowego Stałego Biura Pokoju.
W 1902 Ducommun został wyróżniony Pokojową Nagrodą Nobla, wraz z Charlesem-Alberem Gobatem, za całokształt wieloletniej działalności na rzecz pokoju na świecie. Opublikował prace poświęconych pacyfizmowi, m.in. Precis historique du mouvment en faveur de la paix (1899).